# Mary Frizzell
Mary Frizzell (27 gennaio 1913 – 12 ottobre 1972) è stata una velocista canadese, vincitrice della medaglia d'argento nella staffetta 4×100 metri ai Giochi olimpici di Los Angeles nel 1932.

## Biografia
Nei giochi olimpici statunitensi del 1932 nella staffetta 4×100 metri vinse l'argento con Hilda Strike, Lillian Palmer e Mildred Fizzell.

## Palmarès
| Anno | Manifestazione           | Sede        | Evento                | Risultato | Prestazione | Note |
| ---- | ------------------------ | ----------- | --------------------- | --------- | ----------- | ---- |
| 1932 | Giochi della X Olimpiade | Los Angeles | Staffetta 4×100 metri | Argento   |             |      |